# Cranchia scabra
Cranchia scabra es una especie de molusco cefalópodo de la familia Cranchiidae. Es la única especie de su género.

## Descripción
Presenta la piel cubierta de fragmentos cartilaginosos. Los ojos tienen catorce órganos luminosos de pequeño tamaño.

## Distribución y hábitat
Se distribuye por todas las aguas tropicales y subtropicales del mundo. Se encuentra en alta mar cerca de la superficie y en profundidades medias.

## Comportamiento
Si se siente amenazado introduce la cabeza y tentáculos en el interior del cuerpo y se hincha formando una pelota, dificultando así que los depredadores puedan devorarlo.